# LibreOffice Base
LibreOffice Base（又稱Base）是一個資料庫管理系統，這一個軟件提供Microsoft Access軟件包括的基本功能。

## 外部連結
- 官方网站